# Gonzalo Martínez (football)
Pour les articles homonymes, voir Gonzalo Martínez et Martinez.
Gonzalo Martínez est un footballeur colombien, né le 30 novembre 1975 à Candelaria. Il évolue au poste de défenseur avec le club de Patriotas Boyacá.

## Biographie
Au cours de sa carrière, il joue au Deportes Tolima, à l'Udinese, au Napoli, à la Reggina, au Club Olimpia, au Club Libertad, à Millonarios, à D.C. United, à l'Atlético Huila, au Deportivo Cali et au Real Cartagena ainsi qu'en équipe de Colombie.
Martinez marque un but lors de ses trente-six sélections avec l'équipe de Colombie entre 2001 et 2006. Il participe à la Gold Cup en 2000, à la Coupe des confédérations en 2003 et à la Copa América en 2004 avec la Colombie.

## Carrière
- 1998-2001 :  Deportes Tolima
- 2001-2003 :  Udinese
- 2003 :  Napoli
- 2003-2004 :  Reggina
- 2004 :  Napoli
- 2005 :  Deportes Tolima
- 2006 :  Club Olimpia
- 2006 :  Club Libertad
- 2007 :  Millonarios
- 2008 :  D.C. United
- 2009-2010 :  Atlético Huila
- 2011 :  Deportivo Cali
- 2012 :  Real Cartagena
- 2012- :  Patriotas Boyacá[1]

## Palmarès
Gonzalo Martínez remporte le Championnat du Paraguay en 2006 avec le Club Libertad.
Il compte 36 sélections pour un but inscrit avec l'équipe de Colombie entre 2001 et 2006. Il dispute avec la sélection la Gold Cup 2000, la Coupe des confédérations 2003 et la Copa América 2004.